# Сравнительная социология
Сравнительная социология предполагает сравнение социальных процессов между национальными государствами или между различными типами общества (например, капиталистическим и социалистическим). Существует два основных подхода к сравнительной социологии: одни стремятся искать сходство в разных странах и культурах, а другие идут от разнообразия. Например, последователи структуралистского марксизма пытались использовать сравнительные методы, чтобы обнаружить общие процессы, которые лежат в основе различных социальных порядков в разных обществах. Опасность такого подхода состоит в том, что различные социальные контексты упускаются из виду при поиске предполагаемых универсальных структур.
Одним из социологов, который использовал сравнительные методы для понимания различий, был Макс Вебер, исследования которого пытались показать, как различия между культурами объясняют возникшие различные социальные порядки (см., Например, «Протестантская этика и дух капитализма» и «Социология религии»).
По замечанию Майкла Манна, в современности в сравнительной социологии преобладает веберианство, испытавшее сильное влияние марксизма.
В социологии ведутся споры относительно того, насколько удачна дефиниция «сравнительная». Эмиль Дюркгейм утверждал в «Правилах социологического метода» (1895), что все социологические исследования на самом деле сравнительные, поскольку социальные явления всегда считаются типичными, репрезентативными или уникальными, и все они подразумевают какое-то сравнение. В этом смысле весь социологический анализ является сравнительным, и было высказано предположение, что то, что обычно называют сравнительным исследованием, может быть более уместно назвать межнациональным исследованием.